# Manuel García de Viedma Hitos
Manuel García de Viedma Hitos (La Rebollá, Mieres, 6 d'octubre de 1931 - Madrid, 2 de febrer de 1988) fou un enginyer i entomòleg asturià, acadèmic de la Reial Acadèmia de Ciències Exactes, Físiques i Naturals.

## Biografia
Tot i que es doctorà en enginyeria forestal, va obtenir la càtedra de zoologia i entomologia de l'Escola Tècnica Superior d'Enginyers Forestals de Madrid, on s'hi encarregà del Laboratori d'Entomologia. També fou professor extraordinari d'entomologia a la Universitat de Navarra, professor visitant de biologia a la Universitat Estatal Wayne de Detroit. Finalment ha estat director de l'Institut Universitari de Ciències Ambientals de la Universitat Complutense de Madrid.
Especialitzat en entomologia, n'arribà a ser un especialista de fama mundial en l'estudi de coleòpters, larvaris, cria artificial d'insectes i conservació d'entomofauna. El 1983 fou escollit acadèmic de la Reial Acadèmia de Ciències Exactes, Físiques i Naturals, i hi ingressà l'any següent amb el discurs Consideraciones acerca de la conservación de especies de insectos.

## Obres
- Revisión del género Proctenius Reitt (Coleóptera) (1959)
- Un nuevo Xeris de Marruecos (Hym. Siricidae) (1961)
- Las plagas de las repoblaciones de pinos (1962)
- Tres curculiónidos de la encina (1963)
- Un comentario sobre el tratamiento químico contra Pissodes notatus F., en repoblaciones de pinos (1964)
- Principales insectos que atacan a las resinosas en España (1965)
- La conservación de la fauna (1970)
- Biological Teaching and Research in Spain (1971)
- El proceso de las clasificaciones naturales en el orden Coleoptera (1972)
- La función de los componentes de una dieta artificial (A. Notario i M.G. de Viedma, 1974)
- Nature Conservation in Spain (M.G. de Viedma, F. León i N. Coronado, 1976)
- Notes on insect injection, anesthetization and bleeding (M.G. de Viedma i M.L. Nelson, 1977)
- Fauna de Cazorla. Vertebrados (1978)
- The teaching of Ecology in Spain (1979)
- Alteraciones naturales de las plantas silvestres. Plagas (1981)
- Una selección de lepidópteros del mundo (M.G. de Viedma et al., 1982)
- Las plagas de las choperas (M.G. de Viedma, J.M. Baragaño i A. Notario, 1983)
- Introducción a la Entomología (M.G. de Viedma, Notario i Baragaño, 1985)